# Sansomendi
Sansomendi o Lakua 03 és un barri de Vitòria. El 2008 tenia 21.989 habitants. Es troba al nord de la ciutat i limita amb els barris d'Arriaga-Lakua a l'est i amb Ehari-Gobeu a l'oest.
El barri té dues parts úniques: una entre l'avinguda Oto i els carrers Antonio Machado, Duc de Wellington i Zorrostea, i l'altra, a la zona del llac. Al nord del barri es troben els blocs d'Ibaiondo. Dins dels límits de la frontera amb Ehari-Gobeu hi ha la zona industrial.
Va ser integrat en la ciutat a la fi dels anys 1960. La majoria de la població era d'ingressos baixos i les cases construïdes eren de protecció oficial. Des de la dècada de 1980 s'hi van assentar gitanos i també hi ha una caserna de la guàrdia civil.